# Mănăstirea Negoiești

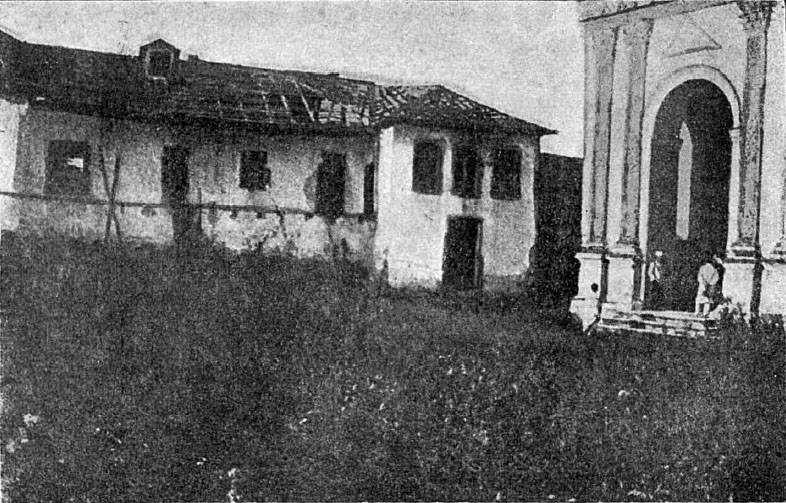
Chilii (ruine) ale Mânăstirii Negoiești, înainte de 1911

Mănăstirea Negoiești este o mănăstire ortodoxă din România, situată în satul Negoești din Comuna Șoldanu, Călărași, (județul Călărași). Mănăstirea a fost construită în anul 1649, ctitorită de Matei Basarab și soția sa, apoi reparată în anii 1777 și 1850.
Ansamblul arhitectonic al mănăstirii Negoiești a fost declarat monument istoric fiind inclus pe lista monumentelor istorice din județul Călărași din anii 2004 și 2010, ca monument arhitectonic de importanță națională, având codul de clasificare  CL-II-a-A-14694.
Ansamblul mănăstirii cuprinde Biserica „Sf. Mihail și Gavril”  CL-II-m-A-14694.01, ruinele chiliilor  CL-II-m-A-14694.02 și zidul de incintă  CL-II-m-A-14694.03.

## Istoric
Mănăstirea Negoiești a fost ctitorită de Matei Basarab și soția lui, domna Elina.
Între 1825 și 1838, bolnavii mintali de la mânăstirile Sfânta Vineri, Sf. Gheorghe și Sărindar din București au fost mutați la mânăstirea Negoiești, de unde în 1838 au fost mutați la Mănăstirea Balamuci.